# Marzano di Nola
Marzano di Nola ist eine italienische Gemeinde mit 1632 Einwohnern (Stand 31. Dezember 2023) in der Provinz Avellino in der Region Kampanien.

## Geografie
Die Nachbargemeinden sind Domicella, Liveri (NA), Pago del Vallo di Lauro und Visciano (NA).